# 巴比伦五号
《巴比倫五號》（英語：Babylon 5，又譯《五號戰星》），是美國的太空歌劇電視影集，由约瑟夫·迈克尔·斯特拉日恩斯基和其工作室負責編劇和製作，華納兄弟電視公司發行。電視試播集《巴比倫五號：The Gathering》於1993年2月22日首播，觀看熱烈，因此華納兄弟在五月委托製作影集作為其PTEN電視聯播網的節目。影集在1994年1月26日開播，連續五年，共有五季110集，並延伸出小說、漫畫、電視電影、短篇小說等媒介補充正史。
《巴比倫五號》不論是節目製作、營銷和敘事手法都相當創新。在製作方面，斯特拉日恩斯基感覺當時的電視劇有30%的經費都因為規畫不周而浪費，他試圖建立更負責的生態。他將當時為科幻片主流的實物模型改成全部使用電腦繪圖特效，將每集都到不同星球的故事改成全部發生在一座太空站上，大幅降低製作成本。在製作之初，整體的故事走向及五季的故事線就已經構思完畢，並且為了避免演員因意外退場，所有的角色都安排了替換機制，他們在推動故事發展中的功能可以由其他角色替代。除此之外，《巴比倫五號》也是最早使用網路行銷的電視劇，製作人斯特拉日恩斯基是最早在網際網路上和粉絲互動的名人，直接在Usenet、GEnie和CompuServe等早期的網路論壇上和影迷互動。在全球資訊網成形後，華納兄弟製作了最早的入口網站並在上面建立了《巴比倫五號》的官方網站，後來移到自己的網路域名；許多影迷則製作了史上第一批粉絲網站收集影集的相關訊息，包括劇照、幕後製作的材料、以及所有斯特拉日恩斯基在前述討論區的留言，帶動娛樂業在版權管理問題上的相關發展。
在敘事方面，《巴比倫五號》每一集發生的事情都可能影響後續發展，有時用許多集來處理某個劇情事件造成的後果，這改變了電視影集的生態：在當時大多數電視影集沒有連續的故事線，每一集是非常獨立的，角色不會改變；要不就是連續劇，沒有安排好結局和整體規畫。《巴比倫五號》設定為「電視上的長篇小說」，五季分別作為介紹、堆積張力、衝突、高潮、和收尾，每一集相當於一個章節，這種安排影響了後來的許多科幻影集。
斯特拉日恩斯基將《巴比倫五號》設定為給成人觀賞的科幻影集，沒有常時很常見的兒童或可愛機器人角色。故事主要發生在「巴比倫五號」太空居民點上，不同種族的智慧生命在站上互動，有如聯合國會議；太空站外的戰爭與帝國興衰影響站上的每個人。劇中主要角色是太空站上的一群地球軍人和來自其他星球的幾位外交官。故事中出現的主題相當廣泛，包括極權主義、仇恨、反抗、贖罪、殖民地和母國間的緊張、同性戀、宗教和科學、物質濫用等等，許多主題以前從未出現在其他科幻影集。巴比倫五號得到許多獎項，包括獲頒兩次雨果獎最佳戲劇、以及艾美獎最佳特效等。
2021年九月，斯特拉日恩斯基宣佈正在為《巴化倫五號》的重啟撰寫劇本，計畫在華納兄弟旗下的CW電視網播映。

## 劇情大綱

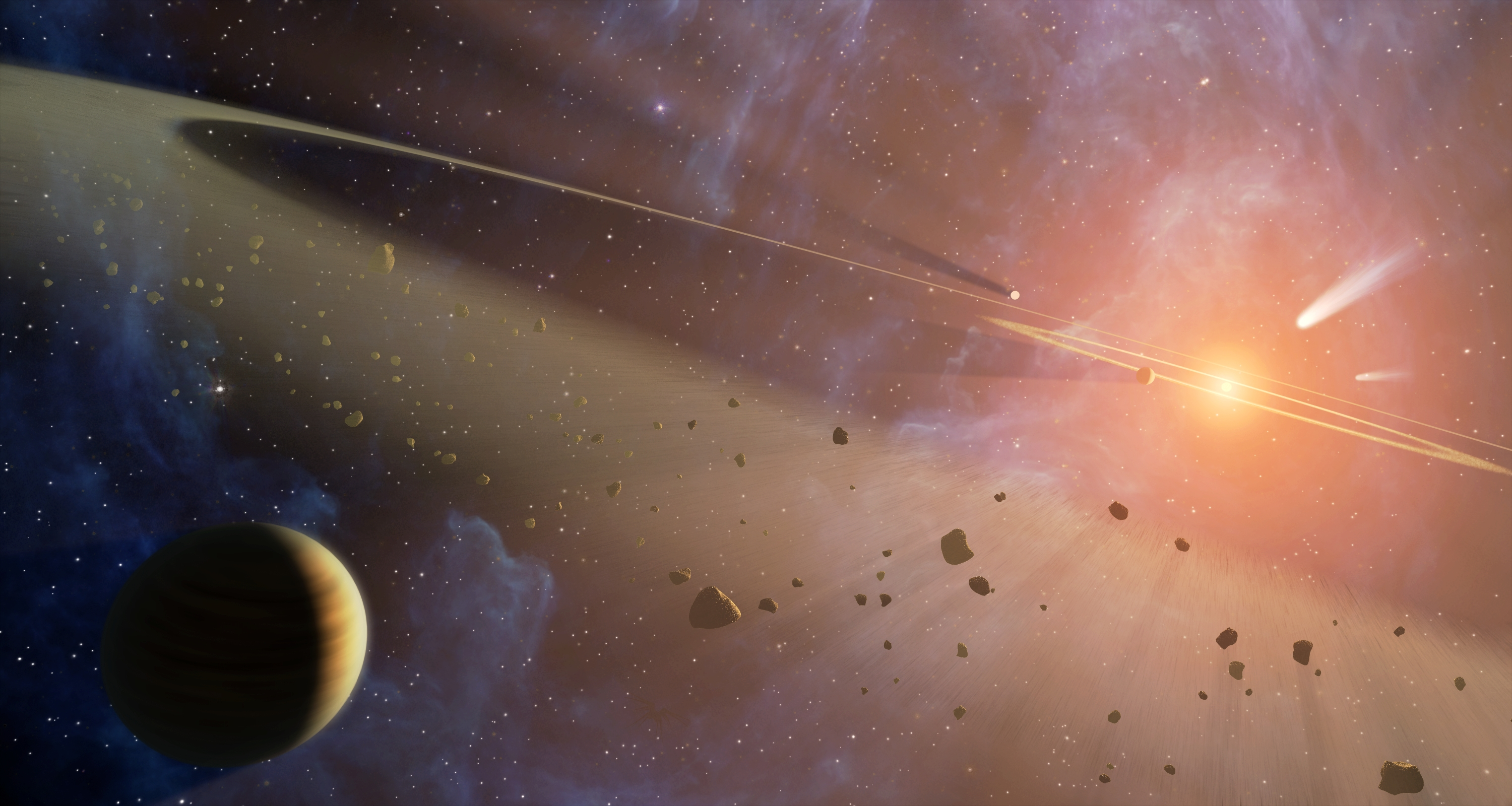
畫家想像中的天苑四，即故事中巴比倫五號太空站的地點。

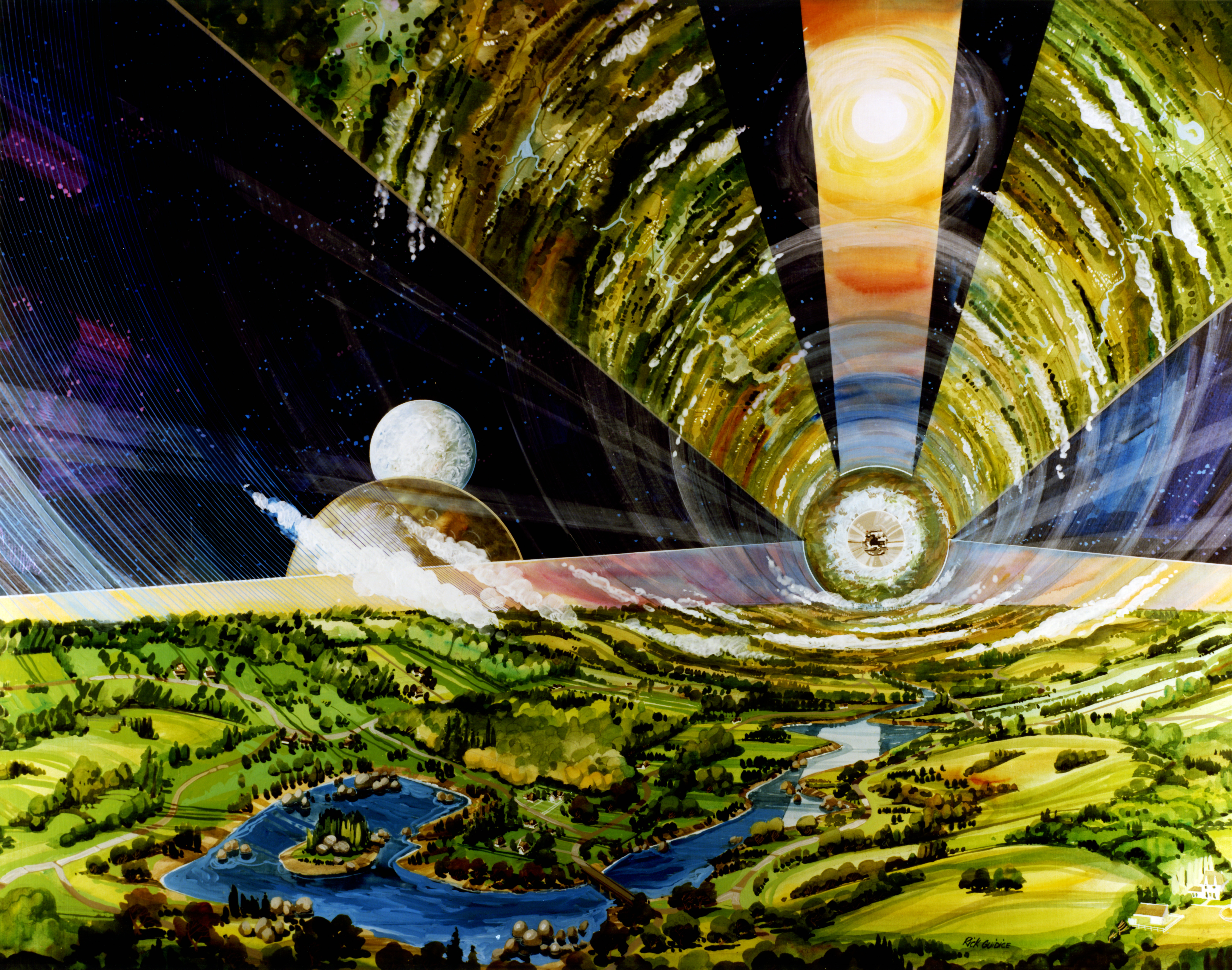
畫家想像的歐尼爾圓柱體，影集中的巴比倫五號太空站採用類似設計，但沒有圖中頂端和左右的透明窗戶。

《巴比倫五號》的故事發生在2257－2262年，在這個時代，地球各國、火星、以及比鄰星的殖民地組成了「地球聯盟」政府，已經和其他外星文明接觸，並且取得超空間技術可以超光速航行；包括人類在內的許多種族都有一部份的人有心靈感應的能力。故事開始之前十年，地球差點在一場星際戰爭中被明巴利人（Minbari）殲滅，但明巴利人在勝利前夕突然投降。在那之後，為了避免悲劇重演，雙方建立了和平往來的管道，人類建造了巴比倫五號太空站用作和平外交和貿易。太空站位在中立區的天苑四恆星系、虛構的行星 Epsilon Ⅲ 和其衛星的第五拉格朗日點。其設計是歐尼爾圓柱體，長8公里，直徑0.8－1.6公里。巴比倫五號是巴比倫系列太空站的最後一座，前三座在建造時發生意外而被毀滅，巴比倫四號則在完工後不久神秘消失。
五號站的很大部份是居住區，配合各種族群的生理需求提供不同比例的大氣和重力。地球人、注重心靈修為的明巴利人，帝國主義的聖陶利人（Centauri）、不久前才被聖陶利殖民的拿爾人（Narn）、以及先進而神秘的沃隆人（Vorlon）為五個影響力較大的種族，另外數十個較弱的種族組成類似第三世界的「不結盟世界聯盟（League of Non-Aligned Worlds）」，包括Drazi、Brakiri、Vree、Markab和pak'ma'ra等。暗地裡，古老而神秘的影族（Shadow）正伺機製造混亂。
每季對應劇中一年的時間，每季標題取自該季故事最核心的一集。

### 第一季：蛛絲馬跡（1994年首播）
巴比倫五號的站長Sinclair是地球－明巴利戰爭中的英雄，但是一直無法記得他在戰場上的最後一天。支持他的明巴利大使 Delenn 背地裡是領導明巴利的灰色議會成員，而其他明巴利人大多不信任他。拿爾政權不久前才脫離聖陶利共和國的殖民，聖陶利大使 Mollari 結識了神秘人 Morden，借用他的武力攻擊了拿爾。在地球上，排外團體反對地球人和外星人接觸，而支持開放的 Santiago 總統被暗殺。

### 第二季：黑影來臨（1994－1995年首播）
Sinclair被調任為駐明巴利星大使，Sheridan 接替站長一職。他和 Delenn 認為 Santiago 總統是被暗殺，副總統 Clark 接任後慢慢建立起極權政府。年邁的聖陶利皇帝駕崩，Mollari 和 Refa 利用機會安排傀儡 Cartagia 繼位。聖陶利借助 Morden 背後的影族，對拿爾開戰並重新拿下拿爾人的母星。沃隆大使 Kosh 要求 Sheridan 協助對抗影族。

### 第三季：無法返還（1995－1996年首播）
Sheridan 和 Delenn 秘密組織起對抗影族的勢力。Clark 總統宣佈戒嚴時，Sheridan 宣佈巴比倫五號站獨立，脫離地球政府 。Mollari 查覺 Morden 的危險，試圖切斷關係但沒有成功。Sinclair 透過時光旅行把巴比倫四號站帶回一千年前，成為明巴利的傳說人物 Valen 對抗影族。由於沃隆人的介入，影族殺了沃隆大使 Kosh。雖然 Kosh 給了警告，Sheridan 執意前往影族的母星找尋失蹤的妻子，最後他用太空船上撞擊地面的影族人，並引爆船上的核融合彈頭，和敵人同歸於盡，銀河系各處的影族撤退。

### 第四季：不投降不撤退（1996－1997年首播）
Sheridan 被 Lorien 救回。在影族撤退下，沃隆開始毀滅所有和影族有過接觸的種族。Mollari 在拿爾人 G'Kar 的幫助下推翻 Cartagia 皇帝。Sheridan 發現沃隆人和影族這兩個古老的種族本來應該負責引導年輕種族，卻演變成利用年輕的種族打代理人戰爭，他說服雙方停戰，讓年輕的種族自行發展。Sheridan 帶領明巴利、聖陶利、拿爾和不結盟世界組漲星際聯盟，並籍由他們的幫助解放地球，恢復民主政權。

### 第五季：火炎之輪（1998年首播）
一群有心靈感應能力的人類來到站上尋求庇護，希望 Sheridan 保護他們不要被心感團控制。影族的殘黨用計在幾個種族間挑起衝突，試圖拆散星際聯盟，迫使 Mollari 成為替他們工作的聖陶利皇帝。Mollari 宣佈聖陶利退出星際聯盟。二十年後，Sheridan 和朋友們見最後一面，然後和 Lorien 及其他的古老種族一起離開銀河系。巴比倫五號退役，被爆破拆卸。

## 角色

### 主演

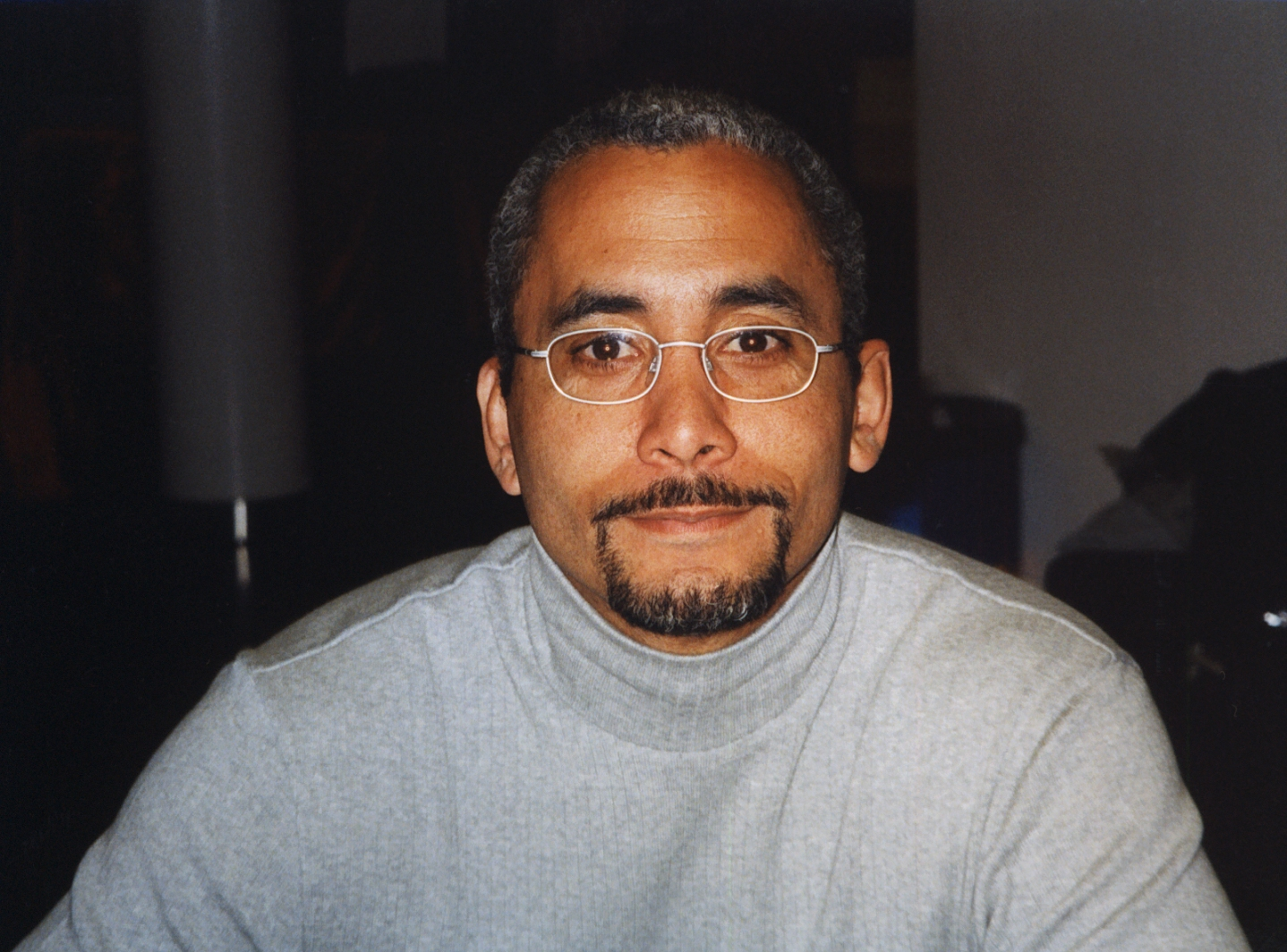
Richard Biggs，在劇中飾演醫生Stephen Franklin。

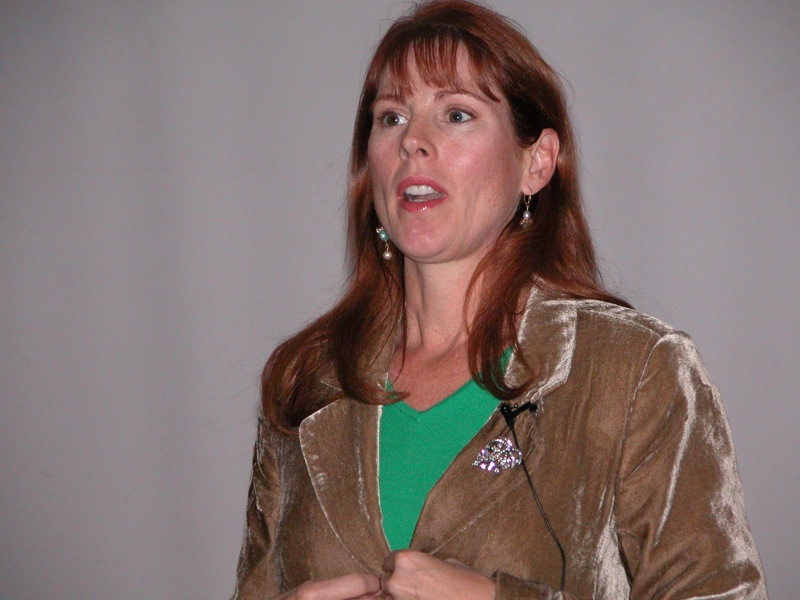
派翠西亞·托爾曼，在劇中飾演心靈感者Lyta Alexander。

巴比倫五號採群戲安排，並且在五季中有些人物異動：
- 邁克爾·歐黑爾飾Jeffrey Sinclair中校 (第一季；第二、三季客串）：巴比倫五號第一任站長，後來調任地球派駐明巴利大使。演員因精神疾病在演完第一季後退出，斯特拉日恩斯基替他保密到二十年後演員過世了才公開此事。[10]
- 布魯斯·巴克林納飾John Sheridan上校 （第二至五季）：Sinclair離開後的下一任站長，是影族戰爭中許多預言裡的核心人物。
- 克勞蒂雅·克利斯丁飾Susan Ivanova少校（第一至四季；第五季客串）：巴比倫五號副站長，後來升至中校。
- Jerry Doyle飾Michael Garibaldi（全五季）：巴比倫五號的安全主管。
- 米拉·弗蘭飾Delenn（全五季）：明巴利大使，本來是明巴利人，在第二季用外星科技變成半明巴利、半人類，原本這個角色還規畫成要轉換性別，但因當時的變聲特效技術還不成熟而作罷。
- Richard Biggs飾Stephen Franklin醫生（全五季）：巴比倫五號的醫學長。
- Andrea Thompson飾Talia Winters（前二季）：在站上工作的心感團商業心感員。
- Stephen Furst飾Vir Cotto（全五季）：聖陶利大使Londo Mollari的助理。
- 比爾·穆米飾Lennier（全五季）：明巴利大使Delenn的助理。
- Tracy Scoggins飾Elizabeth Lochley上校（第五季）：Ivanova離開後的巴比倫五號站長。
- Jason Carter飾Marcus Cole（第三、四季）：遊騎兵成員，對抗影族的密探。
- Caitlin Brown（第一季；第五季客串）和Mary Kay Adams（第二季）飾Na'Toth：拿爾大使G'Kar的助理。
- 羅伯特·拉斯勒飾Warren Keffer（第二季）：戰機的Zeta中隊隊長。
- Jeff Conaway飾Zack Allan（第二季客串；第三至五季主演）：安全士官。
- 派翠西亞·托爾曼飾Lyta Alexander（試播集；第二、三季客串；第四、五季主演）：在Talia離開後接手的商業心感員。
- 安德里亞斯·凱特蘇拉斯飾G'Kar（全五季）：拿爾政權大使。
- Peter Jurasik飾Londo Mollari（全五季）：聖陶利共和國大使。

### 常設角色
- Wayne Alexander飾Lorien：影族戰爭中指引Sheridan的神秘外星人。
- Ardwight Chamberlain（配音）Jeffery Willerth（著裝）飾Kosh Naranek：沃隆派駐巴比倫五號大使。
- Tim Choate飾Zathras：不明來源的外星人，和巴比倫四號的消失有關。
- Joshua Cox飾David Corwin少尉：巴比倫五號中控制的一名技術人員，後來升中尉。
- David L. Crowley飾Lou Welch：巴比倫五號的一名安全人員。
- Robin Atkin Downes飾Byron：不受心感團控制的心感人類。
- William Forward飾Antono Refa：聖陶利貴族，Mollari大使在宮廷裡的合作對象，有自己的野心。
- Robert Foxworth飾William Hague上將：負責所有和巴比倫五號有關的軍隊事務。
- Denise Gentile飾Lise Hampton：Michael Garibaldi住在火星殖民地時的前女友。
- Melissa Gilbert飾Anna Sheridan：Sheridan上校的妻子。
- Lenore Kasdorf飾ISN新聞台記者。
- Walter Koenig飾Alfred Bester：心感團的高階人員。
- Wortham Krimmer飾聖陶利皇帝Cartagia。
- Damian London飾攝政王Virini：Cartagia皇帝在位期間的一位聖陶利朝臣。
- Leigh McCloskey飾Thomas：Byran的同僚。
- Marjorie Monaghan飾Tessa Holloran：火星反抗軍領導。
- Julia Nickson-Soul飾Catherine Sakai：在民間企業工作的探險家，Sinclair中校的前女友。
- Jim Norton飾Wellington申訴專員：巴比倫五號上類似法官的公務員。
- John Schuck飾年輕的Draal：Delenn的導師和朋友，來自明巴利星，後來成為Epsilon III地底機器的掌管者。
- Louis Turenne飾Theo修士：領導站上的一群羅馬公教修士。
- John Vickery飾Neroon：戰士種姓的明巴利人，在Delenn變身後接替他在灰色議會的位置。
- Ed Wasser飾Morden：受影族操控的人類特務。
- Efrem Zimbalist, Jr.飾William Edgars：火星企業家。

另外還有許多演員負責了不只一位配角色。有些演員無法負荷外星人的嚴苛上妝過程，最後製作人找了大約12人固定飾演一些台詞不多的外星人，他們做了全身鑄模來加快上妝過程。

## 故事主題
《巴比倫五號》中出現的主題包括許多切合古今社會的議題，許多主題在科幻影集中前所未見，例如探討人類殖民地和和地球之間的政治和社會緊張關係。《巴比倫五號》也是第一部在劇中描寫到（但不刻意強調）同性戀交往和結婚的科幻影集，影集將性取向視為慣用左手或右手一樣稀鬆平常。劇中也刻畫單戀對一些角色造成的痛苦，而且結局有好有壞。

### 秩序和混亂、威權和自由
《巴比倫五號》的一大故事主軸是「秩序」和「混亂」的衝突，以及被卡在兩者之間的人們。沃隆人和影族這兩個古老而強大的種族分別代表這兩種意識型態，雙方都試圖讓年輕的種族接受他們的意識型態，並進行代理人戰爭。沃隆人偏向絕對服從帶來的秩序，由「你是誰？」這個問題找出本性，由本性再建立起個人目標，其目的不是為了找到某一個正確答案，而是拆除所有人為打造的身份，只留下最真實的自己。相對地，影族偏向混亂中的優勝劣敗帶來的成長，由「你要什麼？」這個問題帶出的欲望和野心來定義人的本性，鼓勵追求私利的群體間發生衝突。此安排源是受到巴比倫神話的啟發，認為宇宙起源於秩序和混亂的衝突，這也是劇名的由來。在故事的高潮處，年輕的種族揭發沃隆人和影族的真相，同時否定雙方的意識型態，從而擺拖他們的干涉。
這場戰爭中「擺脫父母」的意象也再次出現在地球和殖民地之間的內戰，劇中刻意使用麥卡錫主義和眾議院非美活動調查委員會的象徵，描述獨裁者如何以抵抗外敵的名義縮限公民自由逐步走向威權，自認為站在道德制高點的盲從大眾以為他們不會讓獨裁者得勢，最後地球聯盟轉為獨裁時人民已無法反抗。

### 戰爭與和平
《巴比倫五號》的世界有非常多發生在星際層級的武裝衝突。故事開始時，人們仍在收拾一場因為第一次接觸的誤會而差點造成人類滅亡的戰爭殘局，巴比倫五號就是為了防止悲劇重演而建，以推動和平外交為目標，在前兩季的片頭獨白中被稱為「和平的最後、最好希望」。拿爾和聖陶利的衝突起初只是小型的領土爭端，因為歷史上的仇恨以及政客的權力鬥爭，逐步升級為全面戰爭，最後動用了大規模毀滅武器，比常代的其他科幻影集更為嚴肅。借鑒於波灣戰爭、古巴飛彈危機、華約入侵捷克斯洛伐克，斯特拉日恩斯基試圖重塑出「全世界都屏息以待」的歷史時刻以及「無法相信這事情會走上這一步、絕望地想找到解套」的情緒。至第三季，片頭直陳這「和平的最後、最好希望……失敗了」，巴比倫五號現在是「最後、最好的勝利希望」，顯示雖然和平是個值得讚許的目標，但它也可能是默許敵人犯下可怕的罪行，和平是戰勝那些不想要和平的人之後出現的副產物。
影集中另一場大戰是影族戰爭。這場戰爭中，影族試圖挑起各族間的衝突，透過混亂來推動科技和文化的進步；沃隆人則試圖建立服從的秩序。前三季的主軸之一就是逐步發現這些事實、並與之對抗；地球發展成獨裁政府也相當於另一場秩序和混亂的影族戰爭。影族戰爭在第四季初結束，因此影集可以接著探討戰後的殘局，構成第四、五季的主軸，而不是讓勝仗作為結局。追求獨立的火星和獨裁的地球最後發展為以巴比倫五號為首的殖民地勢力和地球間的內戰，衝突的起因則取材於納粹、麥卡錫主義和南斯拉夫解體；南斯拉夫解體同時也是明巴利內戰的靈感來源之一。
戰後的發展向美國重建時期借鑒，包括那些引發內戰的衝突仍需解決，同時，人們也掙扎著適應這個被戰爭重塑過的世界，這部份的靈感來源則包括描繪核戰後的美國小鎮生活的小說《Alas, Babylon》。影集傳達的訊息是停戰不表示戰爭結束了，甚至在數百年後的未來，戰爭又會將人類帶向自我毀滅的邊緣，顯示人類不會改變，頂多只能期望每次可以爬得比以前更高一點，直到某一天可能達到可以指導後輩的高度。

### 宗教
許多地球的當代宗教都仍存在，包括許多主要角色都有宗教信仰。劇中特別著墨的包括羅馬公教（包括耶穌會）、猶太教、以及劇中虛構的接觸外星人之後才發展出來的「基礎教（Foundationism）」。外星人的宗教也相當多元，包括類似酒神節、有超過70個教派的聖陶利宗教，以及接近泛神論的拿爾和明巴利宗教。在第三季一群熙篤會的修士為了就近向其他種族學習他們宗教中的信仰的神，而移居至巴比倫五號
有些集的故事焦點就是宗教，例如在第一季的《The Parliament of Dreams》，巴比倫五號上的各種族向大家展示自己的宗教，而人類的代表選擇展示人類宗教的多樣性，第三季的《Passing Through Gethsemane》則探討天主教的其中一條信念，以及正義、報仇和原諒的意義。也有一些爭議性較明顯的故事，例如第一季由 David Gerrold 寫的《Believers》講述外星家長因為宗教信仰，寧可讓孩子死去也拒絕讓他動手術。另外即便是與宗教無關的故事，宗教也可能以不明顯的方式出現，例如作為嘆詞、祝福、或背景人物。
通常當該集故事核心是宗教信念時，會有許多角色持不同觀點。在第一季的《Soul Hunter》中，該集的主角認為靈魂會隨著肉體死亡，Delenn 認為靈魂會轉世，Franklin 醫生則主張靈魂不存在。Franklin 在和宗教有關的故事中常有較多戲份，讓他的科學理性和宗教立場間產生張力。劇中也有些和佛教相通的理念被觀眾拿出來分析。雖然斯特拉日恩斯基是無神論者，但他認為劇中不同立場的對話允許不同信仰的觀眾有各自的解讀，因此《巴比倫五號》傳達的想法不受宗教立場束縛。

### 物質成癮
物質濫用的影響出現在許多角色上。Garibaldi曾有酒癮問題，在影集描寫的大部份時間中他滴酒不沾，但在第五季中間復發，直到最後一集才恢復控制。Zack Allan曾經使用某種藥物，在戒除之後Garibaldi給了他第二次機會。Franklin醫生為了應付醫務室的工作量和壓力而使用興奮劑，結果上癮，必須休假養身。在對話中，Ivanova 提到他的父親在母親自殺後酒精上癮，Lochley 的父親也有酒精問題，而且 Lochley 自己也曾有酒精問題。

## 製作

### 緣起

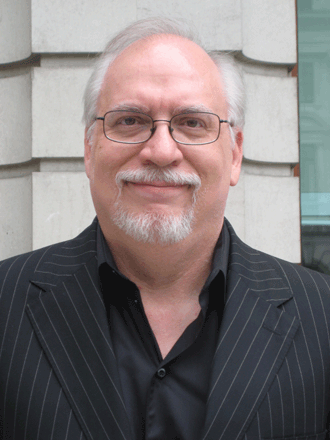
《巴比倫五號》的編劇和製作人約瑟夫·麥可·斯特拉日恩斯基。

斯特拉日恩斯基先前曾參與製作過其他科幻影集，發現它們時常超出預算。他認為這是缺乏長遠規劃的關係，決心要建立一套更負責的製作方式。他模仿主流電視節目的做法，把故事集中在核心場景，如醫院、警察局或律師事務所，而不是像其他科幻影集每一集要都為了新的星球重新搭布景。他想把故事集中在一個太空站上，從而以降低成本。同時，斯特拉日恩斯基也非常喜愛長篇史詩的敘事方式，如基地系列、童年末日、魔戒、沙丘魔堡和銀河戰士，想要在電視上做出一樣大規模的史詩敘事，有外交破局、戰爭、帝國興衰等改變星際局勢的事件。他思考這兩個點子一段時間後，發覺兩者可以合併成同一個故事，於是創造出《巴比倫五號》。
斯特拉日恩斯基認為當時大多數科幻劇集在「好的電視節目」和「好的科幻故事」之間只能達成其中之一，而他希望《巴比倫五號》能夠兩者皆是。不像先前的任何電視節目，要能把各別的故事放在更廣大的畫布上。對科幻影集的影響，則要如霹靂警探（Hill Street Blues）對警察劇的影響，用成人的方式看待主題。他強調他的方法是認真看待科幻、為成人觀眾打造角色、使用真實的科學、以角色為故事的核心。他拋棄一些科幻影集常見的設定，沒有小孩子和可愛的機器人，要的不是烏托邦的未來，而是有貪婪和無家可歸；角色會成長、生活和死亡，而不是每天事情結束後又回到原點。斯特拉日恩斯基說馬克吐溫為一大影響，希望影集能映照出真實世界，用不明顯的方式說理。
斯特拉日恩斯基在《飛龍特攻隊》製作完成後，連絡了同樣參與過《飛龍特攻隊》的約翰·科普蘭和道格拉斯·內特，給他們看設定集和試播集劇本；兩人都喜歡他的點子。他們說服華納兄弟讓他們製作試播集，當時華納兄弟正要建立新的聯播網，在找尋合適的節目。華納兄弟同意試播集之後仍有所遲疑。據斯特拉日恩斯基的說法，華納兄弟的擔憂有三：美國觀眾沒耐心看長篇敘事、廣播網不會照順序播出，所以節目會很難賣給廣播聯賣、以及除了《星艦迷航記》之外沒有科幻影集可以存活超過三年。斯特拉日恩斯基說明廣播網會照順序播出，因為這樣比較方便授權費的記帳，然而另兩個疑慮斯特拉日恩斯基只能實地向華納兄弟證明。

### 編劇
110集中有92集由斯特拉日恩斯基親自完成，包括第三和第四季全部44集，是美國電視史上頭一遭。其他有貢獻劇本的作家包括Peter David、尼爾·蓋曼、Kathryn M. Drennan、Lawrence G. DiTillio、D. C. Fontana、和David Gerrold。影集的創意顧問哈蘭·艾里森也在兩集的劇本中有貢獻。這些合作的作家事前得知整體的故事發展方向，並遵守嚴格的製作流程：劇本在六集前寫好，在開始製作後不得更動劇本，如此一來斯特拉日恩斯基確保每一集都能在預算內製作出來。
長達五年的劇本拍攝起來有許多挑戰。因為不是每一季都有雇用每一位演員，如果某一幕需要移動，但裡面出現的演員沒有出現在別集，就必須另外付他一集的薪資。斯特拉日恩斯基也替每位角色都安排好替代機制，如果哪個演員因故無法繼續拍攝，他的角色可以在不影響主線劇情的情況下替換。後來有三個角色用到這套機制：站長的角色由 Sinclair 傳給 Sheridan，站務主管的角色由 Ivanova 傳給 Lochley，心靈感應者的角色由 Winters 傳給 Alexander。
斯特拉日恩斯基故意減少了第一季中的主線劇情，讓觀眾先適應，只放了少數幾幕較關鍵的線索。然而這也造成演員不知道角色的完整背景和動機，而不容易飾演。斯特拉日恩斯基不希望演員知道太多，以免他們跳過角色發展的過程，直接抵達目標。例如Mollari在第一季的台詞提到他預知會在未來和G'Kar勒死對方，當演員問起這句台詞的具體情境時，斯特拉日恩斯基無法多說，這個場景到一直到第三季才出現。
在製作第四季時，播放《巴比倫五號》的PTEN電視聯播網被取消，造成第五季命懸一線。 為求讓影迷看到完整的故事，斯特拉日恩斯基修改第四、五季的劇本，要是第五季未能續約，也仍能說完故事。他整理出三條需要收尾的劇情線：影族戰爭、變得獨裁的地球、以及一系列由前兩者分叉出的支線。在抽除與此三者較無關的獨立故事後，他估計共需要27集的空間才能處理好，超出一季的22集。沒地方放的多餘五集正好巧遇特納電視網決定資助兩部《巴比倫五號》的電視電影。於是他把本來會佔據三集時間的地球－明巴利戰爭獨立成《巴比倫五號：In the Beginning》，本來要用來建立下一個系列影集《十字軍》的支線獨立成《巴比倫五號：A Call to Arms》。其他本來要放在第四季的故事就移到不一定會播出的第五季，或放入《十字軍》。要作為全劇結局的《Sleeping in Light》也在第四季拍完。後來確定製作第五季，但第四季仍維持了更改過的緊湊編排，並拍攝了原本安排給第四季的結局，事先拍好的全劇結局則留到第五季最後播放。

### 造形
在美術指導約翰·雅科維利（John Iacovelli）的推薦下，由安·布魯伊斯·艾凌（Ann Bruice Aling）負責設計戲服，兩人先前曾在其他劇作中共事。
布魯伊斯認為《巴比倫五號》類似融合風格的戲劇（eclectic theatre），有非常多樣的設計，較不要求特定的時代、線條、形狀或質感。他偏好選用天然的材質，例如拿爾人穿的甲冑使用鴕鳥皮製作；他也融合和疊加非常不同的布料，例如嫘縈、絲和1930或40年代的錦緞（brocade），創造出外星文明的獨特風格
為了創造出有歷史感的戲服，布魯伊斯密切配合斯特拉日恩斯基，了解各種族的歷史文化，是和平或好戰、是生活在什麼樣的氣候等等。他也和其他美術部門協調各種族的風格，製作出一套共通的色版，例如像明巴利戲服上的藍色也可能出現在相關的布景和特效中。隨著角色發展，布魯伊斯也諮詢斯特拉日恩斯基以及製作人約翰·科普蘭，他說這兩人意外地比其他製作人和導演更好連絡。如此一來各角色的戲服也能配合角色發展，例如隨著Mollari大使這個角色變得更深沉，他的紫色外套變成深藍色並且更貼身，他的馬甲也減少亮色和紋路。
一般來說戲服共準備三套，一套平常穿的，一套給替身演員，一套備用。人類平民的衣服大多是直接買成衣，然後做些修改，例如去除外套翻領或是改動勾扣（Hook-and-eye closure）作為未來的流行設計。有些女性固定角色的戲服採高級服裝定製，布魯伊斯稱Talia Winters的戲服再緊一吋就會勒死人。下層的窮困居民戲服則漂白、磨損、染色或沾上假血。
許多幕後人員都曾在劇中客串一角，戲服部門也不例外。第四季Zack Allen升為安全主管，在試穿新的制服時，戲服部門的幾位裁縫和監督客串了劇中的明巴利裁縫。劇中他向裁縫抱怨衣服不舒服，裁縫故意用針刺他，其實是在開玩笑指舊的戲服。
雖然在試播集中有些外星人使用機器戲偶，但因為戲偶無法表現出真正的情感，而電腦繪圖的外星人因為所需算繪資源過高，這些情況只出現在少數幾集中，大多數外星人以人型為主。
Optic Nerve Studios提供化妝，並且也得到艾美獎。劇中聖陶利人誇張的髮型也受到矚目，後來成為網路迷因並被拿來和一些真人比較。

### 特效
《巴比倫五號》是最早放棄實體模型，改用電腦繪圖特效的影集之一，主要的原因是預算考量。斯特拉日恩斯基估算《巴比倫五號》拍一集只花65萬美元，相較下《銀河飛龍》一集要花150萬美元。一開始特效是用Amiga系統的Video Toaster，後來改用奔騰、麥金塔和DEC Alpha的系統。有別於當時的其他科幻片，《巴比倫五號》的特效遵循牛頓力學，太空船飛行時可以看出慣性的影響。試播集和前三季的特效由Paul Beigle-Bryant和Ron Thornton共同創辦的 Foundation Imaging 工作室製作，其中試播集贏得艾美獎最佳特效。第四季以後在共同執行製作人內特和製作人科普蘭的提議下，斯特拉日恩斯基決定改由製片團隊自行製作特效，內特成立內特數位公司（Netter Digital），用同樣的軟體，並雇用了一些Foundation Imaging的前員工。

### 長寬比
影集還在前製作業時，工作室就預見了高畫質電視將成為新的標準，開始找尋能讓當時的4:3格式轉換到成下一代寬螢幕電視的方法。在參觀華納兄弟、看到他們拍的一集《露易絲與克拉克》怎麼拉開水平空白間隙後，製作人約翰·科普蘭說服華納兄弟讓《巴比倫五號》用Super 35拍攝出16:9格式的35毫米膠片，他的歸劃是讓影集過帶（telecine）成標準畫質電視的4:3播出，但同時也留有16:9的負片膠卷。
然而在發行寬螢幕版本時，華納兄弟遺忘了他們的寬螢幕膠卷；他們拿PAL格式轉換成NTSC格式，而不是重新過帶。這造成疊影、且轉換成DVD時使用逐行掃描，使寬螢幕版本的視覺效果不理想。更糟的是，當初為了省錢，那些用電腦特效製作、或是同時有實景和特效的場景，都沒有做成寬螢幕。這造成這些場景要做成寬螢幕時，必須裁去頂底再放大，使得畫質明顯變差。其中那些同時有實景和特效的場景最糟，在拍攝完後已經先過帶成4:3來製作特效，帶有底片顆粒，之後又再裁切放大成寬螢幕，造成畫面上充滿雜訊。

### 配樂
| 評論得分 | 評論得分 |
| 來源     | 評分     |
| -------- | -------- |
| AllMusic | [ 83 ]   |

替試播集配樂的 Stewart Copeland 無法參與製作影集，因此找來了克里斯多弗·法蘭克（Christopher Franke）接手，五年的影集全部由他編曲和寫譜。
起初法蘭克擔心替電視影集配樂會因為重複性高而變得很無聊，但《巴比倫五號》不斷發展的角色和劇情讓他有機會持續發展新的方向。製作人給他很大的自由創作空間，法蘭克替所有音樂配置樂器和混音，評論家認為他的配樂給影集增添了一層獨特的神秘感，讓《巴比倫五號》和其他科幻影集之間有明顯的區格。
法蘭克的家和錄音室在同一橦樓，所以他會先參加討論會議，然後配新的影集配上平均一集25分鐘的音樂。他通常用電子琴和Cubase編曲，有時搭配數位繪圖板和光筆，先編出主絃律，再加上氣氛音樂和轉場。接著他用合適的取樣嘗試混音，決定哪些用音軌要用電子樂，哪些要用樂器原音，結合樂器的自然原音和合成器的廣大音域和精密控制作出富有實驗性的音樂。譜寫完畢後，他把曲譜寄到柏林，由 4~24 位不等的音樂家演奏樂器並錄音。這些連絡和傳送檔案需要用到六條光纖電話線。錄好的曲子傳回洛杉磯後再由他編輯混音。
在1995到2001年間，法蘭克以自己的Sonic Images唱片公司出版了 24 張影集配樂專輯和三張電影配樂專輯，曲目完全如同在劇中出現的編排。另外還有三張重新編曲和混音過的精選專輯。2007年的DVD電影《巴比倫五號: The Lost Tales》的配樂則是由Varèse Sarabande唱片公司發行。

### 播放歷史
試播集《巴比倫五號: The Gathering》在1993年2月22日首播，收視率良好，聯播的尼爾森收視率達到9.7。正劇從1994年1月26日播至1998年11月25日，華納兄弟將節目放入新創立的「黃金時段娛樂網」（PTEN）上聯播，這個情況相當特殊，因為其他聯播內容大多是由華納兄弟製作，造成斯特拉日恩斯基的公司和華納兄弟出現一些摩擦。一開始收視率不差，但之後開始下滑，前四季的收視率算是中下，但《巴比倫五號》在一些大型廣告商喜歡的觀眾族群中收視率較高，並且由於是在片廠內拍攝，在製作開銷上每集約節省了30萬美金，因而得以保持獲利。第五季移到有線電視的特納電視網上，收視率比先前低第1.0個百分點。
在英國，影集每週在Channel 4播出，中途沒有隔週休息，因此每季的最後四、五集會比美國更早播出。《巴比倫五號》是Channel 4上收視率較佳的美國節目之一，欣賞指數很高，第四季的《Endgame》一集甚至超過第一名的黃金時段肥皂劇。
斯特拉日恩斯基表示，PTEN只要求節目對廣播網來說能夠獲利；雖然前四季確實有達到此目標，但帳面上它一直虧損。斯特拉日恩斯基在2019的估算是影集虧損了三千萬美元，而他個人從來沒有從《巴比倫五號》賺到錢。整個影集110集的製作成本大約是九千萬美元。
在1998年播畢後，此影集有許多電視台重播，也被引進其他國家。例如台灣的台視影集曾在1996年和1999年播出前兩季。
2021年，線上串流服務HBO Max在其平台上播放了數位修復版本的影集，是史上最高畫質的播放版本，並吸引了許多新的觀眾。

### 家用媒體

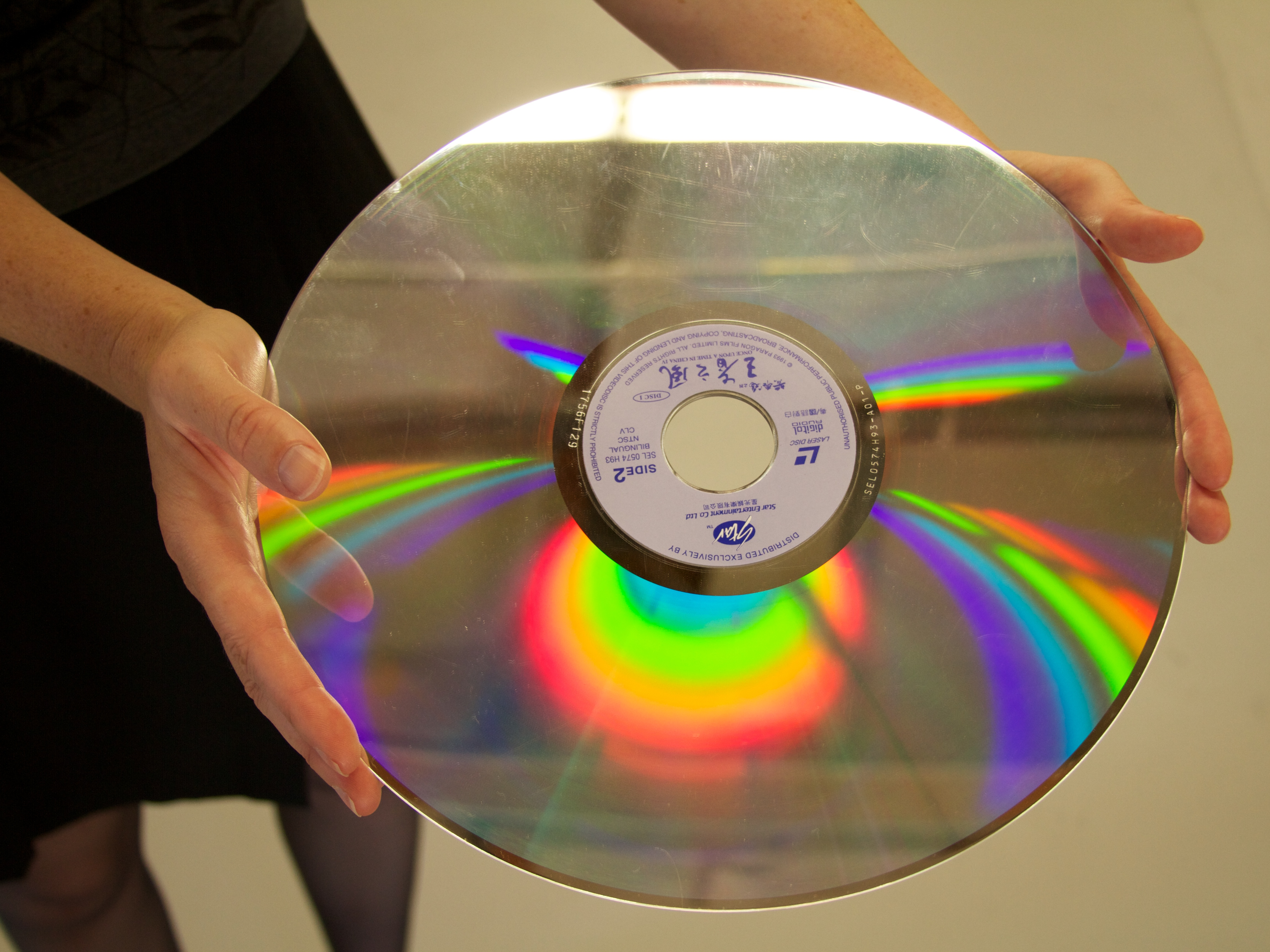
12吋雷射影碟，《巴比倫五號》的其中一些集數曾以此格式販售。

1995年華納家庭影片（Warner Home Video）開始透過旗下的Beyong Vision在英國發行《巴比倫五號》的錄影帶。一開始是用PAL格式的影帶，長寬比和電視相同為4:3。發行到第二季時，錄影帶中包括字幕和杜比環繞音響。1997年起Columbia House開放郵購NTSC格式的錄影帶，1999年發行重新包裝過的收藏板一箱三卷套裝，此時原本的試播集已經重新剪輯成特納電視網的特別版。到2000年以前華納兄弟也發行電影和全季套裝。
1998~1999年 Image Entertainment 發行了《巴比倫五號》雷射影碟。用的是雙面12吋先鋒光碟，每片有兩集，比例為4:3，有杜比環繞音響和字幕。從兩部特納電視網的電影《巴比倫五號：In the Beginning》和重新剪輯的試播集開始，接下來六個月陸繼發行了第一季和第五季；第二季和第四季發行到一半時停止，因為說要發行DVD的謠言造成銷量不佳。
在2001年華納家庭影片開始發行《巴比倫五號》的DVD，首先發行的是一組兩部電影，《In The Beginning》以及重新剪輯的特納電視網特別版的試播集《The Gathering》。2002年四月，兩部片又獨立發行第二區的DVD，不過有些地方賣的是原版的《The Gathering》。
2002年10月開始販售一季六光碟的DVD套裝，裡面包括簡介各集的小冊，光碟可以選擇英語、德語或法語，字幕有許多語言選擇。影象是重新由播放母帶轉換，使用變形的寬螢幕格式，以及數位修復和重新混音的杜比數位5.1聲道。各季的第一片光碟包括斯特拉日恩斯基對該季的講解，第六片則包括幕後花絮，訪問幕後製作人員、提供架空世界的資訊、以及NG片段。各季的其中三集會由斯特拉日恩斯基、該集導演、或是主要演員講評。之後陸續發行了一些重新包裝的DVD，包括不同DVD區域碼、略微改動的封面圖、以及不同的包裝盒結構。

## 靈感來源

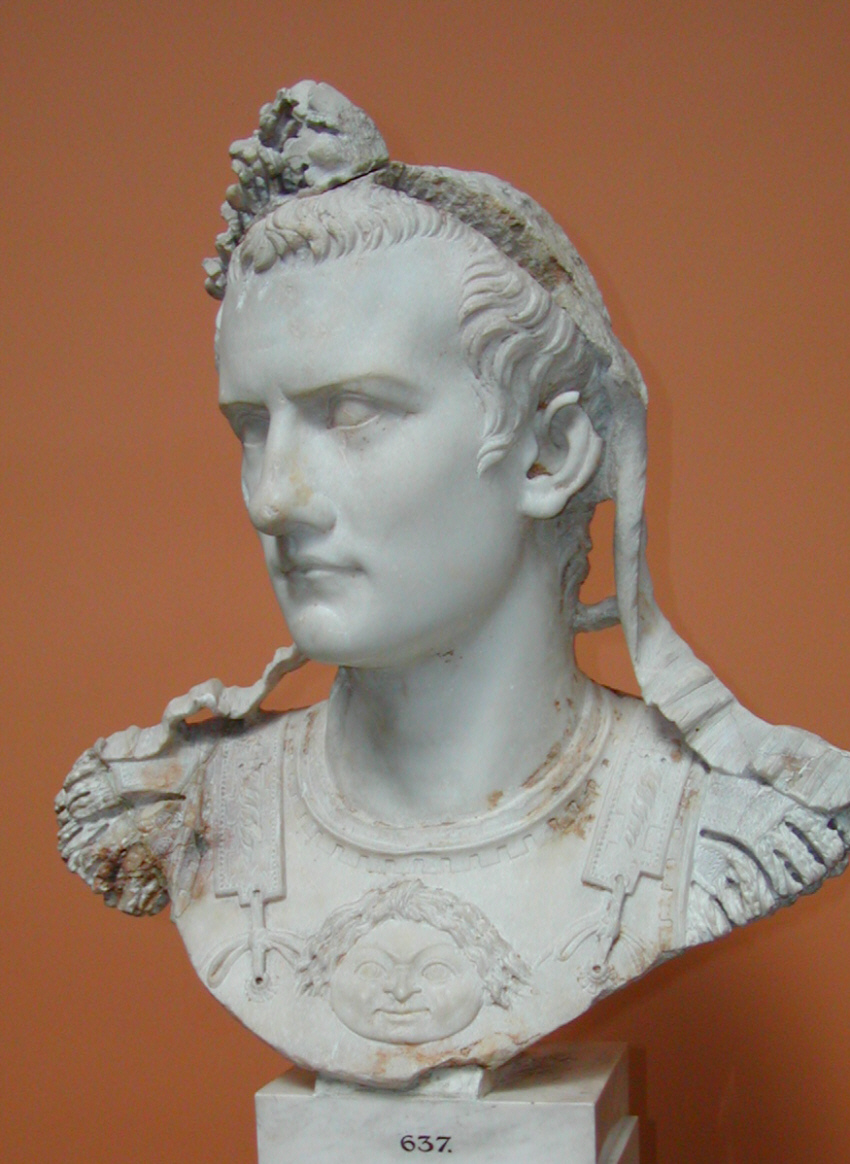
羅馬皇帝卡利古拉，他是創作聖陶利皇帝 Cartagia 的靈感來源，聖陶利共和國很大部份參考了羅馬帝國。

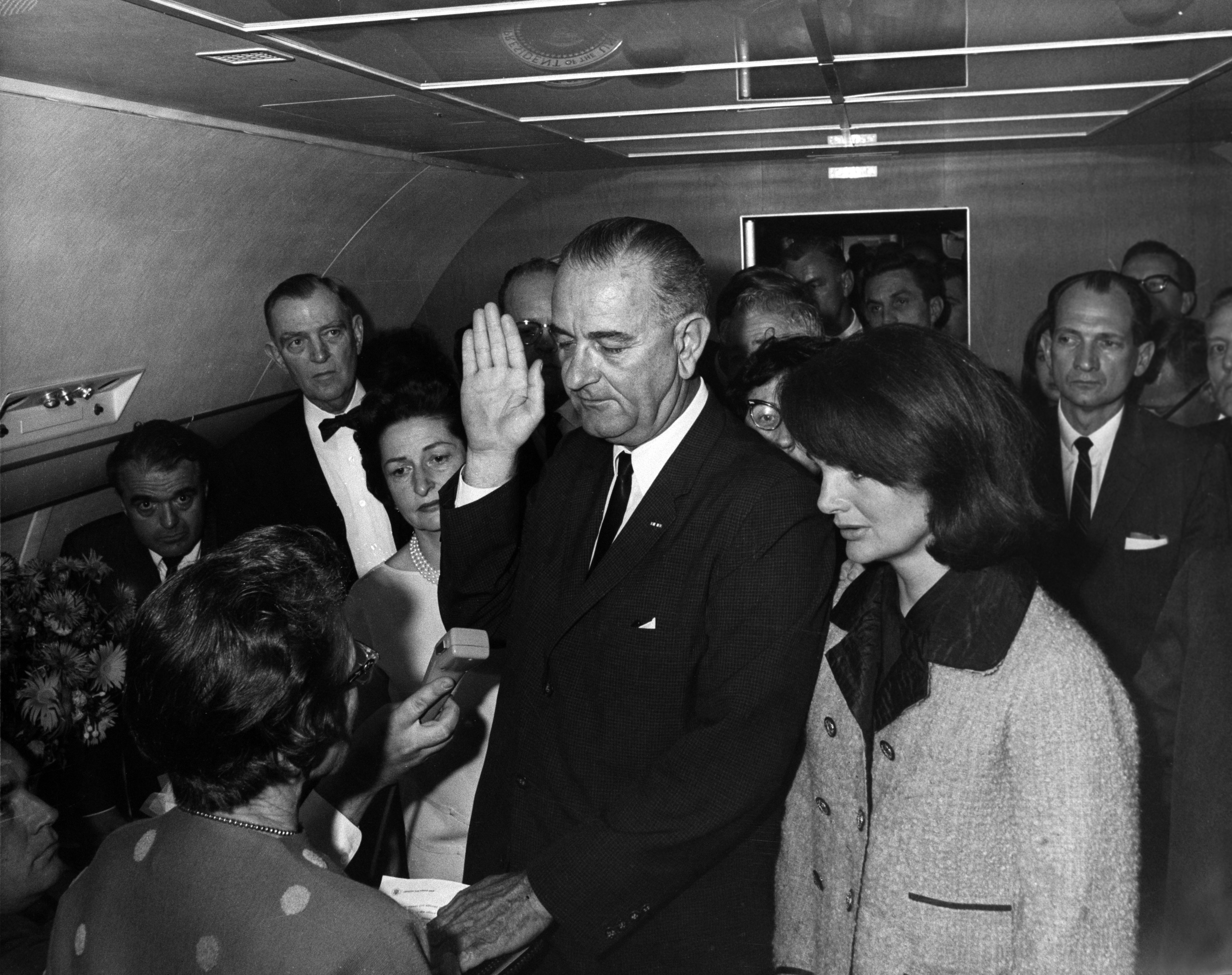
甘迺迪遇刺後，林登·詹森在空軍一號上宣誓就職的場景，被《巴比倫五號》複製。2004年的《太空堡垒卡拉狄加》也再次複製此場景。

《巴比倫五號》的角色和故事靈感汲取自許多文化、歷史、政治和宗教來源。斯特拉日恩斯基說他不想要完整重製出任何時代歷史或先前的創作，但確實讓許多來源影響他的作品，就如同古老的英雄旅程敘事傳統。
舉例來說，許多集的標題化用自莎士比亞的名句，並且至少有一位角色曾直接從莎士比亞的《李爾王》引經據典。劇中多處引用亞瑟王傳說的典故，例如一艘取名為「王者之劍」的船，第三季《A Late Delivery from Avalon》中一位角色自稱是亞瑟王，拿著一把他宣稱是王者之劍的劍在站上闖蕩；斯特拉日恩斯基也點出地球－明巴利戰爭的起因類似《亞瑟之死》其中的一個場景，兩軍緊張對峙，因為無意間的小動作被誤會而開戰。
對心靈感應這一科幻概念有許多貢獻的作家阿爾弗雷德·貝斯特成為劇中一名心感警察的角色名字，他的作品也影響了劇中對心感團的描寫。
除了虛構作品，古代和當代歷史也是重要的參考。聖陶利共和國很大部份參考了羅馬帝國，自認為是神的聖陶利皇帝 Cartagia 故意影射古羅馬皇帝的卡利古拉（Caligula），他被刺殺後繼任的是Mollari，之後是Vir，兩人都不被看好，就如卡利古拉被刺殺之後繼任的克勞狄一世也同樣令人意外。劇中 Cartagia 還開玩笑說他將一人砍頭，治好的他的咳嗽，這個情節取自羅伯特·格雷夫斯的歷史小說《我，克勞迪亞斯》中對卡利古拉的描繪。
在近代史方面，在《In the Shadow of Z'ha'dum》中 Sheridan 面對道德難題時，說了邱吉爾在面對考文垂大轟炸的故事，思索他為了長遠的戰事規畫，不利用已知的情報來救人時，背後的心境。另一個典故是劇中 Santiago 總統被刺後，副總統 Clark 宣誓就職的場景刻意模仿了甘迺迪遇刺後，林登·詹森在空軍一號上宣誓就職的場景。
雖然斯特拉日恩斯基是無神論者，巴比倫五號多處提到基督教。許多集的標題取自基督教典故，例如《Passing Through Gethsemane》、《A Voice in the Wilderness》和《And the Rock Cried Out, No Hiding Place》。劇中也使用過幾次基督教聖歌，並且在常設角色中包括一群居住在巴比倫五號的天主教修士。

## 網路使用
巴比倫五號是最早使用網路行銷的劇作之一。劇中巴比倫五號的座標「Grid Epsilon 470/18/22」源自討論版的網路位址，GEnie的第470頁、第18號分類、第22主題。
斯特拉日恩斯基是最早用網路和影迷互動的知名藝術家，早在全球資訊網還沒發明的1980年代就開始使用網路討論版。最晚在1991年，離試播集上映仍有不止一年時，他就開始在網路上放出消息吸引注意。當時網際網路還沒有發展出入口網站、部落格或社群網站，他用Usenet的 rec.arts.sf.tv.babylon5.moderated 新聞群組、GEnie以及CompuServe和影迷互動，分享寫作和拍攝過程，以及故事的意義，並在不爆雷的前提下回答或提示影迷對未來劇情的猜測是否正確。他用 Usenet 與影迷互動到 2007 年。在試播集被認可後，斯特拉日恩斯基在網路上請影迷推薦新的配樂作曲家，影迷推薦的Christopher Franke後來被雇用。在看到影迷 John E. Hudgens 剪輯的音樂影片後，斯特拉日恩斯基雇用他剪輯一系列八部影片作為廣告用途，斯特拉日恩斯基常用這些影片向人介紹影集，包括說服特納電視網投資製作第五季時也用了其中一部影片。另外，影迷還發明了ASCII符號組合<*>，外觀類似劇中的跳躍門，作為認出其他影迷的信號。這個符號還被做成別針。劇中提及的一種化學物質「量子-40」名稱由影迷投稿選出，被選中的影迷的名字也成為劇中一名配角的名字。
遊戲公司 Sound Source Interactive 做了《巴比倫五號》主題的遊戲，並和官方合作辦了一場抽獎，大獎是可以在影集中飾演一位外星人。
不過，透過網路和影迷互動也曾造成麻煩。曾有影迷在GEnie上發表了一個故事點子，正好和一年前已經寫好的一集劇本雷同，為了避免法律爭議，斯特拉日恩斯基被迫讓那名影迷簽署法律文件保證不會控告抄襲，該集劇本的拍攝被迫延後。此事件之後斯特拉日恩斯基要求所有影迷不得向他提點子，GEnie討論版也分出了有管理的區塊 ，過濾掉所有的故事點子。
《巴比倫五號》也引發出許多影迷網站，最早出現的包括「Lurker 的《巴比倫五號》指南」，被華盛頓郵報報導，斯特拉日恩斯基在第五季的 DVD 評論中提及，其最初的網域 Hyperion 成為劇中一艘船的名字。節目的版權持有人有時還會提供消息給該網站。華納兄弟鼓勵影迷網站使用劇照和圖片，最後建立了一個叫AcmeCity的個人首頁社群，影迷可以自由地使用官方提供的資源製作影迷網頁而不用擔心侵權。
1994年，華納兄弟的執行長Jim Moloshok分發了電子交換卡片來替影集打廣告。在1995年，華納兄弟建立了最早的入口網站Pathfinder.com，並在上面建立《巴比倫五號》的官方網站。之後他們並雇用影迷Troy Rutter接管網站，將網站移到獨立的域名，並監管AOL上的「B5關鍵字」。

## 反響
許多人稱讚《巴比倫五號》的深度和複雜度，有別於當代電視節目缺少長期發展、故事通常在一集內解決、偶爾兩集。評論家對品質和寫作的褒貶不一，指出劇中同時有動人的獨白，做作不實的對話。評語中最一致的觀點是影集不止只是各集的相加；雖然評論家對編劇、導演、演員表現以及特效都有不同的看法，但評論家稱讚故事在各集逐步發展的穩定性，超越每一集的單獨內容。特別是和現代影集比較時，許多回顧即使批評了劇中幾乎每一處，仍稱讚影集整體敘事的一致性、以及它對電視影集中使用連續故事的貢獻。
《巴比倫五號》獲得許多獎項，包括連續兩年的雨果獎最佳戲劇表現，並且至今仍時常出現在各種科幻作品的問卷調查中名列前茅。TV Guide在2004年和2007年分別將之列為第13和第16名最佳邪典影集。

### 獲獎
- 1993年黃金時段艾美獎最佳特殊視覺效果個人成就 （試播集《The Gathering》）[143]
- 1994年艾美獎最佳影集髮型個人成就（第一季第五集《The Parliament of Dreams》）[143]
- 1996年雨果獎最佳戲劇表現（第二季第九集《The Coming of Shadows》）[136]
- 1997年雨果獎最佳戲劇表現（第三季第十集《Severed Dreams》）[137]
- 1998年土星獎最佳聯播或有線電視影集[144]
- 1994年太空邊界基金會（英语：Space Frontier Foundation）「未來願景」獎
- 1996年太空邊界基金會「未來願景」獎
- 1997年美國電影協會（American Cinema Foundation）合眾為一獎（E Pluribus Unum Award）[145]

### 提名
- 1995年艾美獎最佳影集化妝個人成就（第二季第12集《Acts of Sacrifice》）[143]
- 1995年艾美獎最佳影集髮型個人成就（第二季第三集《The Geometry of Shadows》）
- 1995年艾美獎最佳影集攝影個人成就（第二季第三集《The Geometry Of Shadows》）
- 1996年艾美獎最佳影集攝影
- 1997年艾美獎最佳影集化妝（第四季第三集《The Summoning》）
- 1998年艾美獎最佳影集化妝（電視電影《In the Beginning》）

### 影響
《巴比倫五號》開啟了在電視節目中使用電腦特效的新時代。《巴比倫五號》是較早由實物模型轉換至電腦特效的影集之一，這給了影集更大的敘事自由。雖然在當時倍受讚賞，但因為預算和數位轉換的問題，這些場景以現代的觀點相當粗劣。
據斯特拉日恩斯基的說法，現在流行於各大電視劇的多年敘事線是《巴比倫五號》留下的影響，包括Ronald D. Moore的《太空堡垒卡拉狄加》和戴蒙·林道夫的《Lost檔案》都用了《巴比倫五號》的五年敘事結構作為藍圖。《巴比倫五號》也是第一部以16:9格式拍攝的電視劇，並用了5.1聲道混音。
《巴比倫五號》也延伸出許多周邊作品，包括電影、漫畫、小說、遊戲等等（見下節）。許多作品中也提及此作品或致敬，例如《生活大爆炸》中身為星艦迷的謝爾頓·庫珀曾多次表示他不喜歡《巴比倫五號》。

### 對《銀河前哨》的影響
斯特拉日恩斯基表示，同一時期製作了《銀河前哨》的派拉蒙電視（Paramount Television）最晚在1989年已經知道他的構想；斯特拉日恩斯基當時試圖把《巴比倫五號》賣給派拉蒙，讓主管看過他的劇本設定集、試播集劇本、概念藝術等等。派拉蒙當時拒絕出資製作《巴比倫五號》，但就在華納兄弟宣佈製作《巴比倫五號》之後兩個月，他們宣佈製作《銀河前哨》。
有別於先前的《星艦迷航記》系列影集，《銀河前哨》是發生在太空站上，而且劇情中也有許多和《巴比倫五號》類似的主題，包括變形人、剛獨立的種族和殖民者、強大的古老種族、預言和宗教氛圍。斯特拉日恩斯基說他確信《銀河前哨》的製作人瑞克·博曼和麥克·派勒並沒有看過他的資料，但他懷疑派拉蒙的高層利用他的資料來指揮《銀河前哨》的發展。斯特拉日恩斯基和華納並未向派拉蒙提告，有些人因此認為抄襲的指控不實，斯特拉日恩斯基的說法是他認為這對兩個影集都不利。不過據《巴比倫五號》的演員之一派翠西亞·托爾曼在2017年的說法，當初其實有提告，並在庭外和解。

## 延伸和改作
1994~2001年間出了許多漫畫和小說，以及遊戲。有別於其他系列作品，《巴比倫五號》的許多延伸作品有官方認可為正典，許多故事源自斯特拉日恩斯基的筆記。

### 電影和影集
- 《巴比倫五號：The Gathering》：首播於1993年2月22日的電視電影，影集的試播集。
- 《巴比倫五號：In the Beginning》：首播於1998年1月4日的電視電影。
- 《巴比倫五號：Thirdspace》：首播於1998年7月19日的電視電影。
- 《巴比倫五號：The River of Souls》：首播於1998年11月8日的電視電影。
- 《巴比倫五號：A Call to Arms》：首播於1999年1月3日的電視電影，設立了《十字軍》的場景和角色。
  - 《十字軍》：在 特納電視網播了13集，有美國太空總署的噴射推進實驗室協助確保劇中的太空科學和未來科技符合目前的科學認知[158]然而斯特拉日恩斯基和特納電視網之間出現創意衝突，特納電視網要求更多性和暴力，強迫斯特拉日恩斯基在第一集加入拳頭打架[159]。後來雖然特納電視網撤回要求，並提高經費，但因為其他創意分歧，特納電視網決定在13集製作完成但常未播放的情況下就取消影集。
- 《The Legend of the Rangers: To Live and Die in Starlight》：首播於2002年1月19日的電視電影，由Sci-Fi頻道出資，作為新系列的試播集，但後來未能製作成影集[160]。
- 《巴比倫五號：The Lost Tales》：發行於2007年7月31日的直出DVD電影，包含兩個小故事。原本有計畫出一系列的電影，但因為華納兄弟不願意提高預算，斯特拉日恩斯基決定不再製作。

### 漫畫
1994年12月到1995年10月，DC漫畫開始每月發行《巴比倫五號》漫畫，共出了11期，這些故事都有斯特拉日恩斯基的背書，視為正典，斯特拉日恩斯基對每一期的內容都有直接或間接貢獻。有些漫畫中的事件後來在影集中被提及。故事後來這系列參與的作家包括斯特拉日恩斯基、Mark Moretti、Timothy DeHaas、David Gerrold，並且出了三本平裝本：Titan Books發行的《Babylon 5》和《Shadows Past and Present》以及DC漫畫發行的《The Price of Peace》。
除此之外，1998年2~4月斯特拉日恩斯基在DC漫畫連載了以下三期《In Valen's Name》系列漫畫，同名的平裝本由 Titan Books 發行於同年12月。
斯特拉日恩斯基另外還寫了一份垃圾桶格式的漫畫，作為百思買販售的《Babylon 5: The Lost Tales》DVD光碟的夾帶贈品。

### 小說
在1995~1997年間，Dell Publishing開始出版了九部《巴比倫五號》的小說。他們名義上有斯特拉日恩斯基認可，但前面幾本較偏離正典，第七本被稱為90%是正典，第9本完全是正典。作家包括約翰·沃爾霍特、Lois Tilton、Jim Mortimore、Neal Barrett, Jr.、S.M. Stirling、Jeanne Cavelos、Al Sarrantonio、Kathryn M. Drennan 。
1997年Del Rey向華納兄弟買下了出版權，出了三系列三部曲直接由斯特拉日恩斯基安排劇情，並將特納電視網的三部電視電影（《Babylon 5: In the Beginning》、《Babylon 5: Thirdspace》、《Babylon 5: A Call to Arms》）改編為小說。這些書全部視為正史：
- 心感團三部曲，1998~1999年由Gregory Keyes撰寫，分別為《Dark Genesis – The Birth of the Psi Corps》、《Deadly Relations - Bester Ascendant》、《Final Reckoning – The Fate of Bester》，三者的精裝本為《The Psi Corps Trilogy》
- 聖陶利三部曲，1999~2000年由Peter David撰寫，分別為《The Long Night of Centauri Prime》、《Armies of Light and Dark》、《Out of the Darkness》，三者的精裝本為《Babylon 5: Legions of Fire》
- 科技魔法師三部曲，2001年由Jeanne Cavelos撰寫，分別為《 Casting Shadows》、《Summoning Light》、《Invoking Darkness》，三者的精裝本為《Babylon 5: The Passing of the Techno-Mages》，另有獨立前傳《Babylon 5: The Shadow Within》

有六篇短篇小說於1999~2000年間發表：包括在驚奇故事雜誌上，斯特拉日恩斯基發表的《The Shadow of His Thoughts》、《Genius Loci》和《Space, Time, and the Incurable Romantic》，以及在巴比倫五號官方雜誌上斯特拉日恩斯基的《Hidden Agendas》、Fiona Avery的《True Seeker》以及J. Gregory Keyes的《The Nautilus Coil》。
遊戲公司Chameleon Eclectic和Mongoose Publishing在發行桌上遊戲時也一起出了一些小說。

### 桌上遊戲
1997年11月Chameleon Eclectic Entertainment出版了《巴比倫五號》的角色扮演遊戲在2003年，Mongoose Publishing印了另一版角色扮演遊戲。
1997年 Component Game Systems 公司為他們的遊戲系統發行了《巴比倫五號》版本。這是個複雜的政治軍事遊戲，有許多另外販售的擴充包和組件，每個玩家只需買自己部份的組件，代表的是《巴比倫五號》世界中的某個政治實體。玩家將各自的組件放在一起後進行遊戲，遊戲時間約五小時。Component Game Systems在1999年關閉，只發行了《巴比倫五號》五年故事中前兩年的相關組件。
1998年Agents Gaming發行了戰爭遊戲《Babylon 5 Wars》。這個遊戲是和斯特拉日恩斯基密切合作下製作，大多數內容被視為正史。該公司之後又發行了《Babylon: 5 Fleet Action》更專注於大歸模太空戰。2004年Mongoose Publishing雇用了Agents Gaming的員工後，發行了《Babylon 5: A Call to Arms》，遊戲類似《Babylon 5 Wars》，但是規則更簡單，遊戲時間較短。
Precedence Entertainment在1997~2000年間發行了《巴比倫五號》的交換卡片遊戲。這是2~4人進行的遊戲，玩家適演各種族的外交代表，之後的擴充增加可選角色和玩家人數。這個遊戲在2000年因為失去華納兄弟的授權而停止發行。

### 電子遊戲
市場上沒有官方授權的《巴比倫五號》電玩遊戲。1998年雪樂山曾經開發一款《巴比倫五號》的遊戲，名為《Into the Fire》，但在1999年遊戲離發行只有幾個月時，雪樂山因為公司重組，取消了該計畫。遊戲原本安排讓玩家扮演戰機駕駛，可以升官、指揮戰隊，請來法蘭克為遊戲配樂，並請了主要演員演出遊戲中的一些影片。
有一些愛好者自行製作了非商業用的遊戲。根據FreeSpace2原始碼計劃做出的《The Babylon Project》在發佈的兩週內有超過十萬人次下載，其他遊戲有射擊遊戲《Babylon 5: I've Found Her》和其前傳、以及2020年仍在開發中的網頁遊戲《Fiery Void》。此外還有許多遊戲有非官方的《巴比倫五號》遊戲模組，包括《萬艦齊發》、《萬艦齊發2》、或是《X³：地球人衝突》等遊戲。